# Laia Rosa i Lorente
Laia Rosa Lorente (Terrassa, Vallès Occidental, 7 de juliol de 1990) és una jugadora i entrenadora de corfbol catalana.
Formada al Korfbal Esplai Ca n'Anglada, va debutar a la Lliga Nacional amb el Club Korfbal Vallparadís la temporada 2005-06. Entre d'altres èxits, ha aconseguit cinc Lligues catalanes, sis Copes Catalunya i tres Supercopes catalanes entre 2011 i 2019. A nivell europeu, va aconseguir tres Europa Shield el 2009, 2011 i 2013. Va ser internacional amb la selecció catalana de corfbol en categories inferiors, participant als campionats del Món sub-16, sub-19 i sub-23 i als d'Europa sub-21. Amb la selecció absoluta ha sigut internacional en trenta-nou ocasions des de l'any 2011. Ha participat als Campionats del Món de 2015 i 2019, i als Campionats d'Europa de 2014. 2016 i 2018, destacant la medalla de bronze aconseguida a l'Europeu de 2016.

## Palmarès
Clubs
- 3 Europa Shield de corfbol: 2008-09, 2010-11, 2012-13
- 5 Lligues Catalanes de corfbol: 2010-11, 2013-14, 2014-15, 2015-16, 2016-17
- 6 Copes de Catalunya de corfbol: 2006-07, 2013-14, 2014-15, 2015-16, 2016-17, 2018-19
- 3 Supercopes Catalanes de corfbol: 2014-15, 2016-17, 2017-18

Selecció catalana
- 1 medalla de bronze al Campionat d'Europa de corfbol: 2016